# 関西学生野球連盟 (終戦前)
関西学生野球連盟（かんさいがくせいやきゅうれんめい）とは、関西地域に所在の旧学制の高等教育機関（学校）の硬式野球部で構成された学生野球リーグである。
1917年頃に存在した同名の関西学生野球連盟、及び、1982年に結成された同じく同名の関西学生野球連盟の両者ともに、本項目で説明の連盟とは直接の関連性が無い別の団体。

## 略史
1923年に旧制の大阪医科大学、神戸高等商業学校、大阪高等工業学校により発足した官立三校野球連盟を始まりとして、以後、大阪外国語学校、関西学院高商部、大阪高等商業学校と順次加盟校を増やし、1928年に神戸高等工業学校を加え、これらの7校の旧制高等専門学校と旧制大学によって関西学生野球連盟（朝日新聞社主催）を発足。大阪ゾーンと神戸ゾーンに分かれてリーグ戦を行い最後に優勝決定戦を行なっていた。以後、幾たびの加盟脱退の変遷があり、1942年の戦時命令によるリーグ戦中止（結果的にこの時をもって実質的な解散となる。）に至った時点では8校が加盟していた。
1931年に当連盟の有力校であった関西学院と神戸商業大学が前年の1930年に結成された関西四大学野球連盟（関西大学、京都帝国大学、同志社大学、立命館大学）へ加盟し、同年秋から関西六校野球連盟が発足。（神戸商業大学は移籍。関西学院は1933年中までは当連盟との重複加盟。）翌年3月の関西学院の旧制大学昇格を待ち関西六大学野球連盟と改称した。
終戦後の1947年になり、戦中命令によるリーグ戦中止前まであった本連盟の中の三校（大阪大学、大阪商科大学、大阪専門学校の系列校であった大阪理工科大学）がとりあえず新たに大阪三大学野球連盟としてリーグ戦を再開。翌年の1948年春季に奈良県立医科大学、大阪歯科大学が、秋季には旧制の高等商業学校から新制大学になった神戸商科大学が加盟するにいたり近畿六大学野球連盟として発足。以後は加盟の変遷を繰り返しながら現在の近畿学生野球連盟へと至る。

## 沿革
※関連団体についても記載
- 1923年 - 府立大阪医科大学（1931年から大阪帝国大学医学部）、官立神戸高等商業学校（1929年から神戸商業大学）、大阪高等工業学校（1929年から大阪工業大学）で官立三校野球連盟を発足。
- 1926年 - 大阪外国語学校が加盟し官立四校野球連盟に改称
- 1927年 - 関西学院高商部（1932年から関西学院大学）、大阪高等商業学校（1928年から大阪商科大学）が加盟し、関西六校野球連盟（※1）と改称。
- 1928年 - 神戸高等工業学校（1949年に新制の神戸大学工学部）が加盟し関西学生野球連盟と改称。また大阪高等商業学校が大阪商科大学に改称。京都地区では京都大学専門学校野球連盟から旧制大学が独立し、大谷大学、京都府立医科大学、京都帝国大学、立命館大学、龍谷大学の5大学で京都五大学野球連盟を設立。
- 1929年 - 官立神戸高等商業学校が神戸商業大学に、大阪高等工業学校が旧制の大阪工業大学に改称。関西大学・同志社大学・京都帝国大学の三大学対抗戦開始
- 1930年 - 京都五大学野球連盟から脱退した立命館大学を加えて関西四大学野球連盟が発足。
- 1931年 - 当連盟の神戸商業大学が関西四大学連盟に移籍。更に同時に関西学院も当連盟と重複加盟し、関西六校野球連盟（※2）を結成。同年秋からのリーグ戦を開始
- 1932年 - 県立神戸高等商業学校が当連盟に加盟。
- 1933年 - 府立大阪医大学と大阪工大学が大阪帝国大学として統合。秋季を最後に関西学院大学が脱退。
- 1935年 - 浪速高等学校（後に大阪大学教養部北校）が当連盟に加盟。
- 1937年 - 昭和高等商業学校が当連盟に加盟。浪速高等学校が当連盟から脱退。
- 1941年 - 和歌山高等商業学校と日大大阪専門学校が当連盟に加盟。
- 1942年 - 同年春を最後に、戦時命令により全国の全ての野球競技活動が禁止される。

※1：1931年に発足した同名の関西六大学野球連盟の前身連盟とは別。
※2：1927年に発足した同名の連盟とは別。翌年に関西学院の旧制大学昇格と共に関西六大学野球連盟に改称

### 終戦後
- 1946年 - 関西六大学野球（旧連盟）が再開。
- 1947年 - 学制改革の施行が始まる。当連盟の構成校を中心とした大阪大学（旧大阪帝国大学）、大阪商科大学、大阪理工科大学（大阪専門学校の系列校）が、後の近畿大学野球連盟の母体となる大阪三大学野球連盟としてリーグ戦を再開。同年春には旧制大学三大連盟（東京六大学野球連盟、東都大学野球連盟、関西六大学野球連盟）による全国大学野球連盟が発足。また同年秋には当連盟に神戸商科大学が加盟し近畿六大学野球連盟と改める。（以後の経緯については近畿学生野球連盟の項を参照）
- 1949年 - 学制改革の施行が終了し、全国大学野球連盟に所属しない新制大学は全国新制大学野球連盟を結成し、第1回新制大学野球選手権大会を開催